# Ahmad Al-Jasem
Ahmad Al-Jasem (29 maggio 1975) è un ex calciatore kuwaitiano, di ruolo portiere.

## Carriera

### Club
Ha sempre giocato nel campionato kuwaitiano.

### Nazionale
È stato convocato per la Coppa d'Asia nel 2000.